# Rhodichthys
Rhodichthys is een monotypischgeslacht van straalvinnige vissen uit de familie van Slakdolven (Liparidae). Het geslacht is voor het eerst wetenschappelijk beschreven in 1879 door Collett.

## Soort
- Rhodichthys regina Collett, 1879